# Miroslav Novák (politolog)
Miroslav Novák (ur. 22 grudnia 1953 w Pradze) – czeski politolog, jeden z założycieli politologii jako nauki w Czechach.
Socjologię studiował w Pradze, później kształcił się  na Uniwersytecie Lozańskim. W 1988 r. uzyskał doktorat na Uniwersytecie Genewskim. Wkrótce jednak jego głównym obszarem zainteresowań stała się socjologia polityki. Po powrocie do Pragi wstąpił w 1990 roku na nowo powstały Wydział Nauk Społecznych Uniwersytetu Karola w Pradze, gdzie przyczynił się do powstania Instytutu Studiów Politologicznych. Habilitował się w 1998 r.; w 2004 r. został mianowany profesorem politologii (jako pierwszy na UK).
W swojej działalności naukowej koncentrował się na zagadnieniach z zakresu politologii, ze szczególnym uwzględnieniem teorii partii politycznych oraz procesów transformacji i konsolidacji demokracji. Jego badania obejmowały analizę zmian systemów partyjnych w kontekście przeobrażeń ustrojowych, a także wpływu rywalizacji politycznej na procesy demokratyzacji i stabilizacji systemów politycznych. W swoich pracach podejmował również tematykę instytucjonalnych aspektów konsolidacji demokracji, zwracając uwagę na znaczenie stabilności instytucji państwowych oraz efektywności mechanizmów reprezentacji społecznej. Jego dorobek naukowy przyczynił się do pogłębienia wiedzy na temat funkcjonowania systemów politycznych w okresach przejściowych oraz roli partii politycznych w procesach demokratyzacji. Jego dorobek obejmuje dziesiątki publikacji politologicznych. Należy do licznych towarzystw politologicznych i socjologicznych, a także komitetów i rad redakcyjnych.